# Rodrigo de la Serna Chevalier
Rodrigo de la Serna Chevalier (castellà: Rodrigo de la Serna)  (Buenos Aires, 18 d'abril de 1976) és un actor argentí, guanyador d'un Premi Independent Spirit i nominat al BAFTA pel seu paper d'Alberto Granado en la pel·lícula de 2004 Diarios de motocicleta.
A l'Argentina ha guanyat tres Premis Martín Fierro. Va començar la seva carrera en la sèrie de televisió "Cybersix", basada en el còmic argentí. Ha participat en sèries com "Són o se hacen", "Naranja y media" i "Desesperadas por el aire". La seva primera participació en una pel·lícula va ser un paper secundari a "El mismo amor, la misma lluvia" (1999) del director Juan José Campanella. El 2004, va interpretar a Alberto Granado a Diarios de motocicleta de Walter Salles, juntament amb Gael García Bernal com a Ernesto 'Che' Guevara, on es va endur un premi Còndor de Plata al Millor actor protagonista i un Premi Independent Spirit per la Millor actuació en debut. El 2005, va ser protagonista de "Crònica de una huida", pel·lícula ambientada el 1977 i que compta el rapte d'un equip de futbol a l'època de la dictadura militar argentina. El 2016 va protagonitzar la sèrie biogràfica "Llámame Francisco" interpretant Jorge Bergoglio, el papa Francesc. El 2019, va interpretar a Palermo en la tercera temporada de “La casa de papel”.

## Pel·lícules i sèries
- La Casa de Papel (2019-)[2]
- Yucatán (2018)
- Cien años de perdón (2016)
- Inseparables (2016)
- Llámame Francisco (2016)[1]
- Camino a la Paz (2015)
- MIA (2011)
- Tetro (2009)
- Crónica de una fuga (2005)
- Diarios de motocicleta (2004)[2]
- Gallito ciego (2000)
- El mismo amor, la misma lluvia (1999)